# Lembeye
Lembeye település Franciaországban, Pyrénées-Atlantiques megyében. Lakosainak száma 804 fő (2022. január 1.). Lembeye Bassillon-Vauzé, Corbère-Abères, Escurès, Luc-Armau, Peyrelongue-Abos, Samsons-Lion, Simacourbe és Maspie-Lalonquère-Juillacq községekkel határos.

## Népesség
A település népességének változása:
| Lakosok száma | 794  | 795  | 800  | 773  | 762  | 768  | 768  | 770  | 804  |
|               | 2013 | 2015 | 2016 | 2017 | 2018 | 2019 | 2020 | 2021 | 2022 |